# 陈受宜
陈受宜（1940年—），女，浙江嘉兴人，中国分子生物学家，中国科学院遗传与发育生物学研究所研究员，曾任中国遗传学会副理事长，第八、九、十届全国政协委员。